# 조반 카브랄
조반 에두아르두 보르지스 카브랄(포르투갈어: Jovane Eduardo Borges Cabral, 1998년 6월 14일 ~ )은 카보베르데의 축구 선수로, 현재 프리메이라리가 클럽 이스트렐라 다 아마도라와 카보베르데 국가대표팀에서 윙어로 활약하고 있다.

## 구단 경력

### 스포르팅 CP
소타벤투 제도 아소마다에서 태어난 카브랄은 16세의 나이에 그레미우 나가르에서 스포르팅 CP의 유소년 아카데미에 입단했다. 2016년 8월 20일, 그는 리가 포르투갈 2에서 열린 파페와의 홈 경기에서 61분 교체 투입되어 리저브 팀에서 시니어 데뷔 전을 치렀다. 2017년 3월 19일, 레이숑이스에 2-1로 승리한 원정 경기에서 프리킥 골을 성공시키며 대회 첫 골을 넣었다. 하지만 그해에도 그는 후배들의 전국 대회 우승을 도왔다.
카브랄은 2017년 프리시즌에 1군 감독 조르즈 제주스의 부름을 받았지만 결국 B팀으로 복귀했다. 카브랄은 10월 12일, 올레이로스와의 타사 드 포르투갈 3라운드 원정 경기에서 4-2로 승리한 마지막 12분 동안 마테우스 올리베이라와 교체되어 전자 소속으로 데뷔 전을 치렀다.
카브랄은 2018년 9월 1일, 88분 공격으로 스포르팅에서 첫 공식 골을 넣었고, 파이렌스와의 프리메이라리가 홈 경기에서 1-0으로 승리했다. 12월 3일, 마르셀 카이저 신임 감독의 첫 경기였던 에스타디우 도스 아코스에서 열린 히우 아브와의 경기에서 20미터 컬링을 성공시키며 3-1로 승리했고, 이 골은 이후 연례 시상식에서 시즌 최고의 골로 선정되었다.

### 이스트렐라 다 아마도라
카브랄은 2024년 9월 2일, 이스트렐라 다 아마도라와 80만 유로, 스포츠 판권의 90%에 2년 계약을 체결했다.

## 국가대표팀 경력
카브랄은 2017년 3월 28일, 룩셈부르크와의 친선 경기에서 2-0으로 승리하며 카보베르데 국가대표팀에 합류했다. 하지만 2018년 10월, 그는 포르투갈 국적을 신청하고 포르투갈 국가대표팀을 대표할 계획이라고 발표했다.
데뷔 5년 후인 2022년 3월 23일, 카브랄은 프랑스 오를레앙에서 열린 과들루프와의 친선 경기에서 첫 골을 넣었다.
2023년 12월, 부비스타가 선정한 카보베르데 선수 27명 중 2023년 아프리카 네이션스컵에 출전할 선수로 선정되었다.